# HB Alarmsystemen
HB Alarmsystemen war ein niederländisches Radsportteam, das von 1979 bis 1980 existierte.

## Geschichte
Das Team wurde 1979 unter der Leitung von Henk Koopmanns gegründet. Im ersten Jahr konnte das Team Platz 3 beim Omloop van de Westhoek, Platz 8 bei der Niederlande-Rundfahrt, Platz 12 beim Grand Prix Pino Cerami und Platz 14 bei Dwars door België erreichen. 1980 nahm das Team an der Vuelta a España teil und konnte neben einem Etappensieg weitere fünft zweite Etappenplätze erzielen sowie Platz 25 in der Gesamtwertung. Weitere Ergebnisse waren Platz 4 beim Grand Prix Pino Cerami, sechste Plätze beim E3-Prijs Harelbeke und der Mittelmeer-Rundfahrt, Platz 9 bei der Niederlande-Rundfahrt und Platz 16 bei der Flandern-Rundfahrt. 1981 konnten neben den Siegen weitere Ergebnisse wie Platz 2 bei der Ronde van Limburg, fünfte Plätze bei Paris-Nizza und beim Omloop Het Volk, sechste Plätze beim E3-Prijs Harelbeke und der Niederlande-Rundfahrt, Platz 11 beim Amstel Gold Race sowie Platz 15 in der Gesamtwertung der Vuelta a España erwirken. Am Ende der Saison 1981 wurde das Team aufgelöst.
Hauptsponsor war eine niederländische Firma für Alarmsysteme. Vermutlich hatte sie ihren Ursprung in dem Unternehmen Hoogenbooms Bewakingsdienst BV, welches seit 1958 als Sicherheits- und Bewachungsunternehmen in den Niederlanden aktiv war. Es wurde von den Brüdern Bob und Rody Hoogenboom geführt und hatte 1976 und 1977 ein Formel-1-Team namens HB Bewaking Systems im Betrieb, welches zu einzelnen Rennen angetreten ist.

## Erfolge
1980
- eine Etappe Vuelta a España
- Dwars door België

1981
- Gesamtwertung und drei Etappen Andalusien-Rundfahrt
- zwei Etappen Vuelta a España
- eine Etappe Niederlande-Rundfahrt

## Weitere Platzierungen
| Grand Tour            | 1979 | 1980 | 1981 |
| --------------------- | ---- | ---- | ---- |
| Vuelta a EspañaVuelta | –    | 25   | 15   |

| Monument           | 1979 | 1980 | 1981 |
| ------------------ | ---- | ---- | ---- |
| Mailand–Sanremo    | –    | –    | 65   |
| Flandern-Rundfahrt | –    | 16   | 29   |
| Paris–Roubaix      | –    | 25   | –    |

## Bekannte ehemalige Fahrer
- Herman Ponsteen (1979)
- Theo Smit (04.1979–1979)
- Martin Havik (1980)
- Jos Lammertink (1980–1981)